# 27 horas
27 horas es una película española de 1986 dirigida por Montxo Armendáriz y protagonizada por Martxelo Rubio y Maribel Verdú, con la participación de un joven Antonio Banderas.
Se rodó en San Sebastián. Se exhibió en Zinemaldia y se estrenó el 23 de septiembre de 1986. Obtuvo la Concha de Plata.

## Reparto
| Actor               | Personaje |
| ------------------- | --------- |
| Martxelo Rubio      | Jon       |
| Maribel Verdú       | Maite     |
| Jon San Sebastián   | Patxi     |
| André Falcon        |           |
| Josu Balbuena       | Xabi      |
| Michel Duperrer     |           |
| Silvia Arrese Igor  |           |
| Antonio Banderas    | Rafa      |
| Michel Berasategui  |           |
| Esther Remiro       |           |
| Francisca Montero   |           |
| Pedro Basanta       |           |
| Ramon Barea         |           |
| Joseba Apaolaza     |           |
| Mikel Garmendia     |           |
| Ramon Agirre        |           |
| Mariasun Casares    |           |
| Agustín Arévalo     |           |
| Guillermo Iturritza |           |
| Elena Ibáñez        |           |
| Patxi Telleria      |           |
| José Luis Fernández |           |
| Kike Diaz de Rada   |           |

## Premios
- 1986. Concha de plata en el Festival de Cine de San Sebastián